# Рубин Надир-шаха

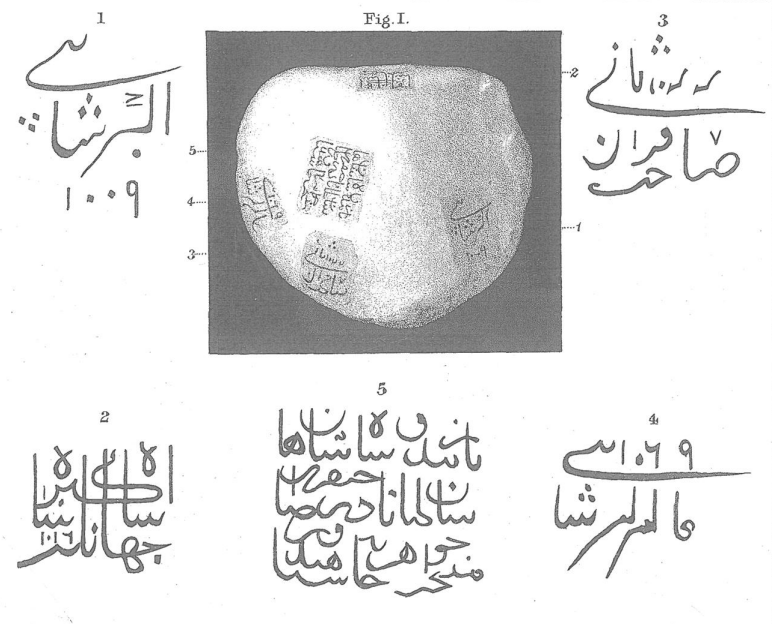

Рубин Надир-шаха (англ. Nadir Shah’s ruby) — исторический драгоценный камень. Название дано в честь Надир-шаха, одного из владельцев этого камня. Название «рубин» не следует понимать в его современном смысле — на самом деле камень является красной благородной шпинелью.
Масса камня до огранки составляла 197 карат, после этого она уменьшилась примерно на две трети. На поверхности рубина Надир-шаха до переогранки было выгравировано несколько персидских надписей, позволивших проследить его историю.

## История камня
Самая ранняя из надписей, которые некогда были нанесены на этот камень, свидетельствует, что в 1600 году им владел могольский падишах Акбар Великий. Во владении Моголов он оставался до 1739 года, когда Надир-шах вместе с другими сокровищами захватил его в время своего индийского похода и увёз в Персию. Надир-шах носил рубин в браслете, о чём сообщает последняя из сделанных на камне надписей. Впоследствии в честь Надир-шаха камень получил своё название.
В какой-то момент рубин Надир-шаха попал в Британию, где примерно в 1867 году его огранили, придав ему прямоугольную форму. При этом камень потерял около двух третей веса. С этого момента его след теряется. В период до 1894 года английский исследователь Валентайн Болл получил в своё распоряжение свинцовую модель и сургучные оттиски рубина Надир-шаха до огранки. Позднее он также обнаружил портрет Надир-шаха, на котором на его левой руке изображён браслет с рубином Надир-шаха, очень точно изображённым. Всё это позволило восстановить внешний вид камня и описать его.

## Гравировки
| Порядковый номер | Текст | Дата по хиджре | Дата от Р. Х. |
| ---------------- | --- | -------------- | ------------- |
| 1                | Акбар Шахи                                                                                                   | 1009           | 1600          |
| 2                | Шах Акбар Джахангир-шах                                                                                      | 1016           | 1607          |
| 3                | Сахиб Киран Сани                                                                                             | 1044           | 1634          |
| 4                | Аламгир-шах                                                                                                  | 1069           | 1658          |
| 5                | Браслет царя царей, султана Надира Сахиба Кирана. Избранное изделие из сокровищницы драгоценностей Индостана | без даты       | без даты      |